# ارینا اوستیمنکو
ارینا اوستیمنکو (انگلیسی: Iryna Ustymenko؛ زادهٔ ۳ آوریل ۱۹۵۷) ورزشکار ورزش شنا اهل اتحاد جماهیر شوروی سوسیالیستی است.